# Операция „Ужице“
Първата офанзива срещу Титовите партизани е военно-тактическа операция на силите на Оста и четниците срещу сръбските партизани оглавени от Тито на територията на т.нар. Ужичка република, осъществена между 27 септември и 15 октомври 1941 година в западната част на Сърбия.
В нея вземат участие немски и хърватски части, както военновременната администрация и четниците от Сърбия. Целта е прекратяване съществуването на т.нар. свободна територия на Ужичката република и ликвидиране на партизанското движение и съпротива в Сърбия.
На 29 ноември 1941 година сформираните партизански отряди са прогонени от територията на окупирана Сърбия към Санджак, като на сръбска територия остават да действат само 5 партизански единици.